# Guild

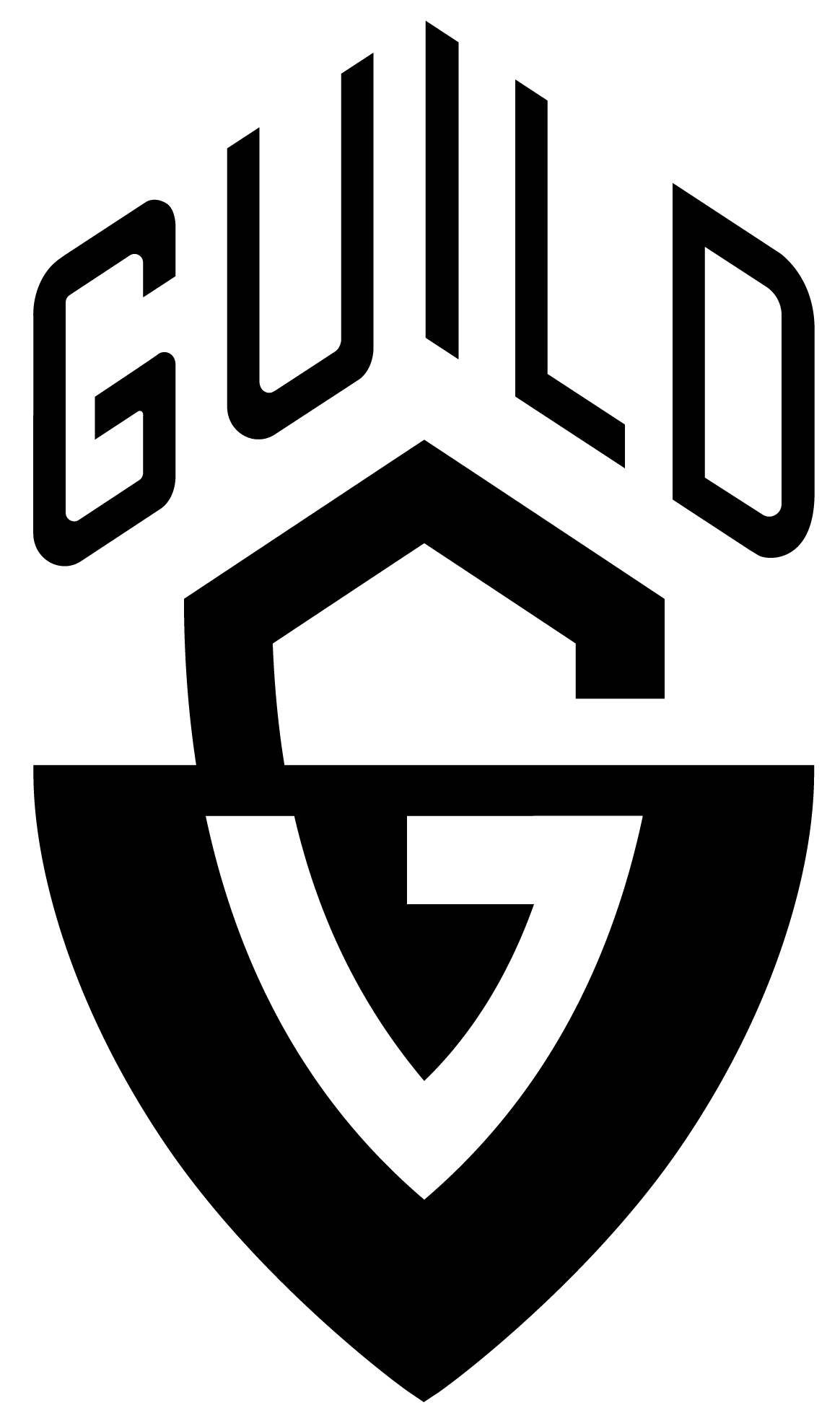
Guild logo.

Guild Guitar Company é uma empresa americana fundada em 1952 que produz instrumentos musicais.